# Entodon brasiliensis
Entodon brasiliensis là một loài rêu trong họ Entodontaceae. Loài này được Hampe Müll. Hal. mô tả khoa học đầu tiên năm 1879.